# Station Františkovy Lázně
Station Františkovy Lázně is een spoorwegstation in de Tsjechische stad Františkovy Lázně. Het station ligt aan spoorlijn 148 tussen Cheb en Aš en is het begintpunt van lijn 147. Het station wordt beheerd door de nationale spoorwegonderneming České dráhy in samenwerking met de Staatsorganisatie voor spoorweginfrastructuur (SŽDC).

## Treinverkeer
Vanaf station Františkovy Lázně kan men in de volgende richtingen reizen:
- lijn 147: Františkovy Lázně - staatsgrens (verder naar Bad Brambach (D))
- lijn 148: Františkovy Lázně - Cheb (verder naar Pilsen)
- lijn 148: Františkovy Lázně - Aš - Hranice
- lijn 148 (zijtak): Františkovy Lázně - station Tršnice (verder naar Karlsbad)

Františkovy Lázně ↔ Františkovy Lázně-Seníky ↔ Vojtanov ↔ Plesná
Cheb ↔ Františkovy Lázně-Aquaforum ↔ Františkovy Lázně ( ↔ aftakking: Tršnice) ↔ Františkovy Lázně-Seníky ↔ Vojtanov obec ↔ Hazlov ↔ Aš ↔ Aš město ↔ Aš předměstí ↔ Štítary ↔ Podhradí ↔ Studánka ↔ Hranice v Čechách